# Kakching
Kakching è una città dell'India di 28.746 abitanti, situata nel distretto di Thoubal, nello stato federato del Manipur. In base al numero di abitanti la città rientra nella classe III (da 20.000 a 49.999 persone).

## Geografia fisica
La città è situata a 24° 28' 60 N e 93° 58' 60 E e ha un'altitudine di 775 m s.l.m..

## Società

### Evoluzione demografica
Al censimento del 2001 la popolazione di Kakching assommava a 28.746 persone, delle quali 14.168 maschi e 14.578 femmine. I bambini di età inferiore o uguale ai sei anni assommavano a 3.917, dei quali 1.966 maschi e 1.951 femmine. Infine, coloro che erano in grado di saper almeno leggere e scrivere erano 18.830, dei quali 10.418 maschi e 8.412 femmine.